# Annie Pootoogook
Pour les articles homonymes, voir Pootoogook.
Annie Pootoogook est une artiste canadienne inuite, née le 11 mai 1969 à Cape Dorset (Canada) et décédée le 19 septembre 2016 à Ottawa (Ontario, Canada). Elle s'est fait connaître pour ses illustrations vives et colorées au stylo et aux crayons de couleur de la vie quotidienne de sa communauté de Kinngait (qui était connu sous le nom de Cape Dorset) et plus généralement des Inuits, mais surtout de ses souvenirs et des événements de sa vie.  

## Biographie
Annie Pootoogook est née le 11 mai 1969 à Cape Dorset (maintenant reconnue comme Kinngait en Inuktitut) au Canada. Pootoogook a grandi dans une famille d'artistes qui travaillaient tous à la West Baffin Eskimo Cooperative (en) (maintenant connu sous le nom Kinngait Co-operative), l'une des premières coopératives d'artistes établies dans le nord en 1960.  
Sa famille travaillant sur de multiples supports et dans divers styles, Pootoogook s'intéresse dès son plus jeune âge à l'art. Sa mère, Napachie Pootoogook, est une célèbre dessinatrice et graphiste inuite. Son père, Eegyvudluk Pootoogook, est graveur et sculpteur de pierre. Une de ses grands-mères, Pitseolak Ashoona, est une graphiste inuite engagée. La cousine de Pootoogook sera aussi une artiste en dessins de natures mortes et de paysages Nicotye Samayualie. Pootoogook fut également la nièce du graveur Kananginak Pootoogook et la cousine de la dessinatrice Shuvinai Ashoona. 

### Débuts artistiques
Pootoogook début sa carrière artistique en 1997, en se joignant à la West Baffin Eskimo Co-operative (précédemment connue sous le nom de Kinngait Studios) à Cape Dorset. Au début de son engagement avec la coopérative, sa liberté artistique demeure limitée. Au début de sa carrière, les directeurs du studio de la Co-op lui ont souvent dit que ses œuvres sur la vie contemporaine des Inuits, commentant sur la consommation et les influences du sud dans le nord, ne se vendraient pas. Ils croyaient qu'elles allaient à l'encontre des thèmes dominants que la Co-op considérait comme intéressant au marché de l'art du sud, qui est dominé par des images de la mythologie inuite ou des scènes de la nature.
Entre 2001 et 2007, délaissant la West Baffin Eskimo Co-operative, elle travaille comme artiste indépendante, ce qui lui permet de renforcer son style et ses thématiques, avec plus de mille œuvres sur papier. Sa première exposition individuelle, en 2003, à la Galerie d'Art Feheley, marque une étape vers la reconnaissance, y compris à l'extérieur de la communauté inuite.
En 2006, après sa résidence, Pootoogook a été nommée la première récipiendaire inuit du prestigieux Sobey Art Award. Une nouvelle catégorie a même été créée pour qu'elle soit nommée : "Prairies & the North". En plus du prix de 50 000 $, Pootoogook a reçu une exposition au Musée des beaux-arts de Montréal. Avec la nouvelle reconnaissance publique de son travail et de ses gains, Pootoogook a décidé de rester à Montréal. Elle a vécu des moments difficiles là-bas sans le soutien de la coopérative et de sa communauté. Bien qu'elle soit retournée à Kinngait pendant quelques mois, elle s'est rapidement déplacée de nouveau vers le sud, cette fois vers la capitale nationale, Ottawa, dans l'espoir d'avoir plus de succès. Au cours de sa carrière, elle a créé plus de 1 000 œuvres sur papier et c'est à cette époque qu'elle a commencé à être reconnue comme une artiste en dehors de la communauté inuite. 

### Thèmes
Ses dessins au stylo et aux crayons de couleur représentent des scènes de la vie contemporaine des Inuits : intérieurs de maison, intimité, alcoolisme, violence, violence domestique, expériences quotidiennes de la vie des femmes du Nord canadien, difficultés rencontrées par les collectivités du Nord, et impact de la technologie sur la vie traditionnelle des Inuits.
Son travail est largement inspiré de sa mère, Napachie Pootoogook et sa grand-mère, Pitseolak Ashoona, toutes deux des artistes inuites reconnues. Ainsi, ses œuvres traduisent et retranscrivent un côté réaliste, sulijuk (« vraie » en Inuktitut). Elle leur attribue des titres descriptifs.

### Style
Les compositions de Pootoogook utilisent des traits simples, minimalistes, représentant des personnages de face ou de profil. Un effet de profondeur est créé par l'aplatissement des sujets via la perspective. Les dessins contiennent de grands espaces blancs et ses couleurs sont souvent atténuées. L'aspect qualifié de « rudimentaire » ou « enfantin » contribue, ironiquement, au succès public de l’œuvre.
Le motif de l'horloge, typique de Pootoogook, indique l'importance du temps, de la temporalité, autant pour l'artiste que pour le monde inuit.Chaque création est originale, unique, non reproductible, étrangère à la tradition de la gravure inuite traditionnelle, et donc de diffusion moindre.

### LeDrPhil
L'œuvre la plus emblématique reste Le Dr Phil, qui montre une jeune fille regardant la série télévisée américaine Dr. Phil dans sa maison de Cape Dorset. 
L'influence de la technologie occidentale sur les communautés du Nord se manifeste aussi avec le motif de l'horloge, loin des activités typiques de chasse, de pêche ou de rencontres spirituelles. Ce choix facilite l'appréciation des collectionneurs non inuits, sans doute lassés des motifs traditionnels. La démarche de Pootoogook s'inscrit par conséquent dans un mouvement de diffusion de l'art inuit sans précédent.

## Reconnaissance et récompenses
Sa toute première grande exposition solo a lieu en 2006, à la galerie publique The Power Plant (en) de Toronto (Ontario), consacrée à l'art contemporain. L'exposition, conçue par Nancy Campbell, s'axe sur la mythologie, les Inuits et les difficultés de la vie dans l'Arctique.
En novembre 2006, Annie Pootoogook remporte le Prix artistique Sobey et reçoit la somme de 50 000 $(CDN). Ce prix est accordé annuellement à un artiste de moins de 40 ans qui a exposé son travail en public ou en galerie commerciale au Canada au cours des 18 derniers mois. Le communiqué de presse indique que  le « travail [d'Annie Pootoogook] reflète à la fois le moment actuel d'une tradition spécifique et celui d'une pratique du dessin contemporaine ».
Après avoir remporté le Prix artistique Sobey, ses œuvres sont exposées dans de expositions d'envergure, telles que la Biennale de Montréal, Art Basel et la documenta 12. Pootoogook est la première artiste inuite à participer à la documenta, exposition d'art contemporain de Cassel (Allemagne).
En 2009 et 2010, son travail est présenté lors d'expositions dans plusieurs galeries dont l'Agnes Etherington Art Centre de (Kingston, Ontario), le Musée National des Indiens d'Amérique (Washington, DC) et le George Gustav Heye Centre (Manhattan, New York), et, toujours en 2010, à la Biennale de Sydney.
En 2012, elle expose encore au Massachusetts Museum of Contemporary Art. Organisée par Denise Markonish, l'exposition intitulée Oh, Canada présente 62 artistes canadiens, dont sa cousine Shuvinai Ashoona,,. Elle y est la seule artiste professionnelle de la région d'Ottawa.

### Collections
La petite galerie Feheley Fine Arts de Toronto assume la principale responsabilité du catalogage et de la vente de son travail.
L'attribution en 2006 du Prix artistique Sobey influe sur la perception de l'art inuit et fait en sorte que plusieurs institutions canadiennes font l'acquisition d’œuvres de Pootoogook : la Galerie d'Art de l'Ontario (Toronto, Ontario), la Galerie Nationale du Canada (Ottawa, Ontario), et le Feheley Fine Arts, qui détient une importante collection de ses travaux .

## Décès
L'artiste est retrouvée morte dans la Rivière Rideau, à Ottawa, le 19 septembre 2016, ce qui crée une onde de choc dans la communauté artistique. Les causes de son décès n'ont pas pu être clairement élucidées, de sorte que son nom est ajouté à la liste des 301 cas non résolus de femmes autochtones disparues ou assassinées.
Son corps est envoyé à Cape Dorset où un enterrement a lieu dans son village natal. Un service mortuaire a été réalisé entièrement dans sa langue maternelle, l'inuktitut. Sa plus jeune fille se rend à l'enterrement, l'occasion pour elle de rencontrer sa famille inuite au complet pour la première fois.
Le tapage médiatique de son décès n'est pas exempt de préjugés et d'affirmations contribuant à la stigmatisation. Après son décès, l'enquêteur en chef sur l'affaire, le sergent Chris Hrnchiar, met en ligne des commentaires, qui seront par la suite condamnés et qualifiés de racistes et qui donneront lieu à une enquête judiciaire. En novembre 2016, Hrnchiar plaide coupable pour les deux chefs d'accusation de conduite déshonorante en vertu de la Loi sur les Services Policiers, et de commentaires sur une enquête en cours. En 2017, Hrnchiar rencontre sur son initiative le professeur Veldon Coburn, issu de la communauté Anishnaabe. Le professeur a été le premier à réagir au commentaire en ligne de Hrnchiar, et avait déposé la plainte conduisant aux mesures punitives et à la rétrogradation du Sergent Hrnchiar. Afin de présenter ses excuses, le Sergent Hrnchiar avait demandé et obtenu une rencontre avec le professeur Coburn, et a déclaré par la suite : « Je suis chanceux d'être en mesure de vous voir, de présenter des excuses en tête à tête, parce que je sais combien ça fait mal à votre communauté et aux gens que vous aimez ». Coburn a affirmé par la suite avoir été ému par le geste, estimant que Hrnchiar était sincère dans ses remords.